# ریشارد فوگت
ریشارد فوگت (آلمانی: Richard Vogt; ۲۶ ژانویهٔ ۱۹۱۳ – ۱۳ ژوئیهٔ ۱۹۸۸) بوکسور اهل آلمان بود.